# The Five (film)
The Five (더 파이브?, Deo paibeuLR) è un film del 2013 scritto e diretto da Jeong Yeon-shik.

## Trama
Uno spietato psicopatico, Oh Jae-wook, irrompe senza alcuna ragione nella vita di Go Eun-ah, sterminandone la famiglia; la donna riesce miracolosamente a salvarsi, e due anni dopo inizia a pianificare la propria vendetta. Eun-ah non è tuttavia consapevole che anche Jae-wook vuole portare a compimento ciò che aveva iniziato con lei.

## Distribuzione
In Corea del Sud la pellicola è stata distribuita dalla CJ Entertainment, a partire dal 14 novembre 2013.